# ژتن کلمندی
ژتن کلمندی(به آلبانیایی Jeton Kelmendi) (زاده ۱۹۷۸) شاعر و روزنامه‌نگار آلبانیایی است. 
   ژتون کلمندی متولد سال 1978 در شهر پژا، کوزوو، تحصیلات ابتدایی را در زادگاهش به پایان رساند. بعدها تحصیلات خود را در دانشگاه پریشتینا ادامه داد و مدرک لیسانس هنر را در رشته ارتباطات جمعی دریافت کرد. وی تحصیلات تکمیلی خود را در دانشگاه آزاد بروکسل بلژیک در رشته مطالعات بین المللی و امنیتی به پایان رساند. دومین مدرک کارشناسی ارشد خود را در رشته دیپلماسی به پایان رساند. کلمندی دکترای خود را در زمینه «نفوذ رسانه ها در مسائل امنیتی سیاسی اتحادیه اروپا» گذرانده است
". او استاد کالج دانشگاه AAB است. او عضو فعال آکادمی علوم و هنر اروپا در سالزبورگ اتریش است. او سالها شعر، نثر، مقاله و داستان کوتاه سروده است. او به طور منظم با بسیاری از روزنامه ها، در آلبانی و خارج از کشور همکاری می کند و در مورد بسیاری از موضوعات فرهنگی و سیاسی، به ویژه در مورد امور بین المللی می نویسد. ژتون کلمندی پس از انتشار اولین کتاب خود با عنوان «قرن وعده‌ها» که در سال 1999 منتشر شد، در کوزوو شناخته شد. اشعار او به بیش از سی و هفت زبان ترجمه شده و در چندین مجموعه ادبی بین المللی منتشر شده است.
او بهترین شاعر آلبانیایی و شناخته شده در اروپاست. به گفته تعدادی از منتقدان ادبی، کلمندی نماینده اصیل شعر مدرن آلبانیایی است. منتقدان و شاعران بین المللی برای او مقالات زیادی نوشتند و او را شاعر بزرگ اروپایی دانستند. او عضو بسیاری از مؤسسات فرهنگی بین‌المللی، انجمن‌های شعر است و به بسیاری از مجلات ادبی و فرهنگی، به زبان‌های مختلف در سراسر جهان کمک می‌کند. حكمت كار او در حوزه ادبيات در توجه به بيان شاعرانه، كاوش مدرن در متن و عمق پيام است. ژانر او بیشتر بر اشعار عاشقانه و شعرهای آمیخته با استعاره و نمادگرایی هنری متمرکز است. در حال حاضر در بروکسل، بلژیک و در پریشتینا، کوزوو، اقامت و کار می کند.

## کارهای منتشر شده
- وعده‌های قرن ، 1999 (شعر)
- فراسوی سکوت، 1381 (شعر)
- «اگر بعد از ظهر باشد»، 2004 (شعر)
- «وطن مرا ببخش» Më fal pak Atdhe»)، 2005، (شعر)
- «به کجا می‌روند»، 2007 (شعر)
- تو برای رد پای باد رسیدی، 1387 (شعر)
- «زمانی که وقت دارد»، 2009 (شعر)
- «اندیشه های سرگردان» (Rrugëtimi i mendimeve) شعر 1389  تعمید روح (Pagezimi I shpirtit) شعر 1391
- “I call forgotten things” (Thërras e harruara) 2013

- «یک آینده دیگر» (Një ardhje other) 2020، شعر

## نمایشنامه های منتشر شده
- "Mrs Word" ("Zonja Word")، 2007 (درام)
- 2011«بازی و ضد بازی»  درام

## علوم سیاسی
- ماموریت اتحادیه اروپا در کوزوو پس از استقلال آن 2010 ایالات متحده آمریکا.
- زمان بد برای دانش 2011، پریشتینا کوزوو.
- ماموریت های ناتو و اتحادیه اروپا، همکاری یا رقابتی 2012، تیرانا آلبانی.
- نفوذ رسانه در سیاست امنیتی اتحادیه اروپا، 2016، بروکسل، بلژیک.

## آثار منتشر شده به زبان خارجی
- "Ce mult s-au rãrit scrisorile" ("Sa قوی هستند rralluar letrat"); به زبان رومانیایی منتشر شده است.
- «یک تنفس» (Frymëmarrje’); در هند منتشر شده است
- "Dame Parol"، درام; به زبان فرانسه منتشر شده است
- "COMME LE COMMENCEMENT EST SILENCIEUX" ("وقتی سکوت شروع می شود")، شعر; پاریس، فرانسه
- «ΠΟΥ ΠΑΝΕ ΟΙ ΕΡΧΟΜΟΙ»، شعر به زبان یونانی. یونان
- «سی من دشت»، شعر. آلمان
- Frau Wort (Miss word) درام آلمان
- A Palavra Evitou o Silêncio/(کلمات از سکوت عبور می کنند) 2009، برزیل
- Nasil sevmeli (Si me dashtë) شعر ترکیه
- НА ВЕРХІВ’Ї ЧАСУ (در بسط زمان) شعر اوکراین
- چگونه به خود برسید شعر در ایالات متحده آمریکا
- в зените времени истлевшего (آیه ای در بالای زمان گذشته) شعر روسیه
- 34首封面 (34 poemus) شعر چین
- «فواصل للحذف» (نقاط بیضوی) شعر در مصر
- Pensamientos del Alma (اندیشه های روح)، شعر اسپانیا 2014
- Xewnên di dîwêr de (چگونه دوست داشته باشیم) شعر Kudristan-Turkey 2015
- شعر Como Llegar A Ti Mismo (چگونه دوست داشته باشیم) آرژانتین 2015
- شعر Com Retrobar-Se (چگونه دوست داشته باشیم) کاتالونیا 2015
- Prescurtarea departarilor (کوتاه کردن فواصل)، شعر رومانی، 2016
- Rănile cuvântului (Plagët e fjalës) شعر Moldavia 2018
- شعر 思想狩獵愛 (افکار شکار عشق ها) تایوان 2018.
- wybrane wiersze (برگزیده اشعار) شعر به زبان لهستانی، لهستان 2018.
- Düsünceye götüren misralar (چگونه بدانیم) ترکیه ترکیه 2018.
- ДИВЉА ЋУТАЊА (سکوت وحشی) صربستان، صربستان بلگراد 2018.
- دابا لیوباوی (Eatg of love) مونته نگرو، مونته نگرو پودگوریتسا 2018.
- Cudbinski space (فضای سرنوشت) شعر، مقدونیه 2018.
- Tra realtà e sogno (بین واقعیت و رویاها) ایتالیا 2019.
- Pensamentos em busca dos amores (افکار در جستجوی عشق، 2019
- Čas ljubezni (لحظه های عاشقانه) اسلوونی، 2019.
- Savaş zamaninda eşq (عشق در زمان جنگ) آذربایجان 2019.
- Keserü kávé (قهوه تلخ)، مجارستانی، بوداپست، 2019.
- Pfungua dzinovhima vadiwa، (افکار شکار عشق ها)، Shona، mangiage، زیمباوه 2019.
- Antidrom (Antidream)، اسلو نروژی 2019.
- L'Age mythique (عصر اسطوره) پاریس 2020.
- Hayat İçimde Yaşıyor (زندگی در من زندگی می کند) استانبول ترکیه 2021.
- La vida vive en mí (زندگی در من زندگی می کند) اسپانیایی 2021.
- Prescurtarea depărtărilor (مخفف فواصل) کرایووا رومانی 2021.
- Cinta di musim perang (عشق در زمان جنگ) مالزی 2021.
- 爱无处不在 (عشق همه جا هست) چین 2021.
- вдали от себя (دور از خودم) سن پترزبورگ روسیه 2021.
- Nella casa dell’ anima (در خانه روح) تارانتو ایتالیا 2021.

## کتاب های ترجمه شده ژتون کلمندی
- Plagët e bukurisë اثر Athanase Vantchev de Thracy ، ترجمه از فرانسه Gjovalin Kola
- Hijet e dritës اثر اسکندر شریفی (بلژیک)، ترجمه از فرانسه
- زبان جهانی (10 شاعر از 10 کشور) ترجمه شده از انگلیسی و فرانسوی
- eshi i Shikimeve (گلچین بین المللی شعر) (13 شاعر از 13 کشور) ترجمه از انگلیسی.
- E di kush je اثر ارلینگ کیتلسن (نروژی)، ترجمه از انگلیسی
- Emrimi i lartëve توسط Zhang Zhi Diablo (چین)، ترجمه از انگلیسی.
- Vetmia erës اثر Bill Wolak (ایالات متحده آمریکا)، ترجمه شده از انگلیسی
- Trokas në mendjen tënde اثر آلیچا کوبرسکا، لهستان، ترجمه از انگلیسی.
- Tingujt e Mendimeve اثر Lee Kuei-shien، تایوان. از انگلیسی ترجمه شده است.
- Kam آموخته شده توسط Ataol Behramoglu, Istambul. از انگلیسی ترجمه شده است.
- Pakti im – وصیت نامه ارنستو کاهان، تلاویو، ترجمه از انگلیسی.
- Rreth dy worldve نوشته ماریا میراگلیا، روم، ترجمه از انگلیسی.
- Destinacioni اثر فرناندو رندون (Kandidat NOBEL)، ترجمه از انگلیسی.
- Amplituda e probabiliteteve nga Laura Garavaglia، ترجمه شده از انگلیسی و فرانسوی.
- Rreth dy worldve، اثر ماریا میراگلیا، ترجمه از انگلیسی.
- Regjister i shkruar nga domethënia توسط Tendai Rinos Mwanaka، ترجمه از انگلیسی.
- Pyllezimi- Dystopia اثر ساسو اوگنانوفسکی، ترجمه از انگلیسی.
- Vargu i break (رشته شکسته)، اثر Maria Samiero do Barroso، ترجمه از انگلیسی.
- موج آرزو نوشته لوان مالوکو، ترجمه از آلبانیایی به انگلیسی.
- من شما را بسیار نزدیک احساس می کنم توسط لوان مالوکو، ترجمه شده از آلبانیایی به انگلیسی.
- سرود اندیشه های آرام اثر بوجاتر طافا ترجمه از آلبانیایی به انگلیسی.
- افکار شکار عشق ها ، ترجمه از آلبانیایی به انگلیسی.
- نسل کشی اثر ارنستو کاهان و تایکو یوریکو، ترجمه از انگلیسی به آلبانیایی.
- بیست سال سکوت اثر بورا بالاج، رمان ترجمه شده از آلبانیایی به انگلیسی.
- Nuk kam kohe per enderra اثر ماریا میراگلیا، ترجمه از انگلیسی به آلبانیایی.
- Biblioteka e shpirtit اثر رحیم کریم کریموف، ترجمه از انگلیسی به آلبانیایی.
- Ndermjetesi i mendimeve اثر ارلینگ کیتلسن، ترجمه از انگلیسی به آلبانیایی.
- Parajsa nuk eshte nje ordike اثر کریس لارنس، ترجمه از انگلیسی به آلبانیایی.
- با من تماس نگیرید نوشته لولزیم تافا، ترجمه از آلبانیایی به انگلیسی.
- Mergimi dhemb اثر جولیو پاوانتی، ترجمه از انگلیسی به آلبانیایی.
- Himni i dashurisë اثر متین چنگیز، ترجمه از انگلیسی به آلبانیایی.
- Fotoja e errësirës اثر امید نجاری، ترجمه از انگلیسی به آلبانیایی.

## عضویت بین المللی
- عضو آکادمی علوم و هنر اروپا، سالزبورگ، اتریش.
- عضو آکادمی جهانی هنر و فرهنگ، کالیفرنیا، ایالات متحده آمریکا.
- عضو انجمن روزنامه نگاران حرفه ای اروپا، بروکسل، بلژیک.
- عضو آکادمی علوم، هنر و ادبیات اروپا، پاریس، فرانسه.
- عضو آکادمی علوم و آموزش عالی اوکراین، کیف، اوکراین.
- عضو باشگاه بین المللی PEN فرانسوی زبان بلژیکی، بروکسل بلژیک.
- عضو افتخاری آکادمی بین المللی "Mihai Eminescu"، رومانی.
- عضو اتحادیه نویسندگان اروپا-آزیا، ترکیه.

## جوایز بین المللی
- Doctor Honoris Causa از موسسه مطالعات اوکراین و قفقاز در آکادمی علوم اوکراین 2012.
- Doctor Honoris Causa از دانشگاه ملی دل استه، پراگوئه 2017.  جایزه معتبر بین المللی
- SOLENZARA، پاریس، فرانسه 2010.
- جایزه بین المللی نیکولای گوگول اوکراین 2013.
- جایزه بین المللی اسکندر کبیر یونان 2013
- جایزه ملی کتاب شعر MITINGU، در جاکووا، کوزوو 2011.
- جایزه بین المللی "شعر جهان" جایزه سوم در سارایوو، بوسنی و هرزگوین 2013.
- "مترجم سال 2013"، در چین 2013
- جایزه بین المللی "مادر ترزا" برای انسانیت در شعر، جکووا کوزوو. 2013
- جایزه بین المللی "لودویگ نوبل" باشگاه قلم اودمورتی، اودمورتو، روسیه 2014
- جایزه بین المللی "میهای امینسکو" رومانی، 2016
- جایزه بین المللی "شاعر سال 2016"، بنیاد بین المللی ادبیات سافلی 2017.
- جایزه بین المللی «نماد جهانی صلح» از موسسه جهانی صلح، نیجریه، 2017
- جایزه بین المللی «ادبیات جهان» در قزاقستان، 2017
- سفیر صلح توسط موسسه جهانی صلح. 2017.
- شانزدهم جایزه بین المللی «جایزه آکادمی»، آکادمی هنر، علوم و ادبیات اروپا، پاریس 2018.
- جایزه بین المللی متیو آرنولد، هند 2018.
- جایزه بین المللی "Ganadores del concurso ویژه"، بولیوی 2019.
- Doctor Honoris Causa از دانشگاه Constandin Stere، Chisinau Moldova 2019.
- جوایز بین المللی نرودا، تارانتو ایتالیا 2019.
- نام بزرگ جهانی در ادبیات، مغولستان، 2020.
- دکتر Honoris Causa از مؤسسه الهیات مأموریت آخرین شیپور، برزیل 2020.
- "جایزه شخصیت بزرگ 2020" از مجمع بین المللی جهانی صلح، هند 2020.
- جایزه بهترین کتاب شعر 2020، کوزوو 2020